# Diustes
Diustes es una localidad española del municipio de Villar del Río, perteneciente a la provincia de Soria, en la comunidad autónoma de Castilla y León. Está ubicada en la comarca de  Tierras Altas y en el partido judicial de Soria.

## Topónimo
El nombre Diustes procede de San Justo, patrón de la parroquia de la localidad, y ese es su significado (San Justo).

## Geografía
Esta  población de la comarca de Tierras Altas está ubicada en el norte de la provincia, bañada por los río Ostaza y el Valle Miñarrero, afluentes del río Cidacos. Existen varias fuentes en su entorno "varias fuentes de finas y delicadas aguas".  Para la administración eclesiástica de la Iglesia católica, forma parte de la diócesis de Osma la cual, a su vez, pertenece a la archidiócesis de Burgos.
En el año 2000 contaba con 3 habitantes, concentrados en el núcleo principal, pasando a 5 en 2010.

## Historia
El diccionario de Pascual Madoz nos dice que Diustes a mediados del siglo XIX contaba con: "escuela de instrucción primaria concurrida por 30 alumnos , a cargo de un maestro dotado con 400 r[eale]s; una iglesia parr[oquial] (San Justo y Pastor) aneja de las unidas de Santa Maria y San Lorenzo de Yanguas; a las entradas de la población hay 2 ermitas, la Soledad al E. y San Prudencio".

## Demografía
| Gráfica de evolución demográfica de Diustes entre 1842 y 1970 |
| |
| Población de derecho según los censos de población del INE Población de hecho según los censos de población del INEEntre el censo de 1857 y el anterior, crece el término del municipio porque incorpora a 425019 (Camporredondo) Entre el censo de 1981 y el anterior, este municipio desaparece porque se integra en el municipio 42209 (Villar del Río) |

## Turismo y medio ambiente
- Casco urbano, ejemplo de arquitectura popular
- Iglesia de los Santos Justo y Pastor
- Hayedo de Diustes
- Haya Grande, árbol monumental y singular
- Ruta Cordal del Pinoso (senderista)

## Ubicación
Desde Yanguas, por una carretera que termina en Diustes, en total 8 km desde Yanguas.